# It's Mr. Pants
It's Mr. Pants (2004) är ett pusselspel till Game Boy Advance med Mr. Pants i huvudrollen. Spelet utvecklades först av Rare, men företaget köptes av Microsoft, och förlorade då rättigheterna att använda Donkey Kong som figur.
Det är det enda spelet med Mr. Pants.